# 陳則清
陳則清（1485年—？），字君揚，號蘭汀，福建福州府閩縣民籍懷安縣人，明朝政治人物。

## 生平
弘治十七年（1504年）甲子科福建鄉試第三名舉人。正德十二年（1517年）中式丁丑科會試第一百十七名，登第二甲第四十名進士。工部观政，历官泰州、滁州、祁州知州，升南京户部员外郎，出为贵州程番府知府，嘉靖十二年（1533年）九月升本省按察司副使。十五年從都御史汪珊平定平浪长官司苗人叛乱，十六年十一月以功升湖广布政使司右参政，十九年九月升湖广按察使，又晋本省右布政使，轉左布政使，二十四年去职。

## 家族
曾祖陳珪，曾任壽官；祖父陳叔旦，曾任壽官；父陳鈺，曾任伴讀。母朱氏。具庆下。兄則大、時濟。弟則鴻、則仁、則盛。